# منصة بث
خدمة الوسائط عبر الإنترنت (المعروفة أيضًا باسم منصة البث) هي خدمة وسائط تُقدم مباشرة للمشاهدين عبر الإنترنت. تتجاوز الخدمة منصات البث التلفزيوني عبر الكابل والبث التلفزيوني عبر الأقمار الصناعية، وهي الوسائط التي تعمل الشركات من خلالها تقليديًا وحدات تحكم أو موزعين لمثل هذا المحتوى. يُعتبر هذا المصطلح مرادفًا لخدمات الفيديو حسب الطلب (SVoD) القائمة على الاشتراك والتي توفر الوصول إلى محتوى الأفلام والتلفزيون. وقد تتضمن البرمجة أيضًا محتوى أصليًا أُنتج خصيصًا للخدمة.